# Anthony Martial
Anthony Jordan Martial (pronunciación en francés: /an.to.ny ma.ɠzial/ Massy, Essonne, Francia, 5 de diciembre de 1995) es un futbolista francés que juega como delantero en el AEK Atenas F. C. de la Superliga de Grecia.

## Trayectoria

### Olympique de Lyon
El 6 de diciembre de 2012 debutó como profesional en el primer equipo, frente al Hapoel Ironi Kiryat Shmona en la fase de grupos de la Liga Europa de la UEFA, ingresó en el minuto 80 y ganaron 5 a 2.
Hizo su debut en la Ligue 1 el 3 de febrero de 2013, ingresó en el minuto 79 frente al A. C. Ajaccio y perdieron 3 a 1.
Finalizaron la temporada 2012-13 en el tercer puesto de la liga, disputó 3 partidos en ella y uno en la Liga Europa de la UEFA.
El A. S. Monaco ascendió a la máxima categoría y se reforzó con varios jugadores para transitar en primera división. Con 17 años, fichó por el club por 5 millones de euros. El Olympique de Lyon decidió dejarlo ir, a pesar de que estuvo en el club desde los 14 años y el año anterior había firmado su primer contrato, para mejorar las finanzas del club.

### A. S. Monaco
Debutó en su nuevo club el 30 de octubre de 2013 ante el Stade de Reims en la Copa de la Liga, ingresó en el minuto 75 pero perdieron 1 a 0. Su siguiente partido lo jugó en la Ligue 1 el 24 de noviembre ante el F. C. Nantes, ingresó a los 63' por Radamel Falcao y ganaron 1 a 0.
En su tercer encuentro, anotó su primer gol como profesional, fue el 30 de noviembre en el minuto 44 frente al Stade Rennais F. C., el partido finalizó 2 a 0 a favor.
Finalizaron la temporada 2013-14 como subcampeones de la Ligue 1, jugó 11 encuentros en ella, 3 partidos en la Copa de Francia y otro en la Copa de la Liga.
Para la temporada 2014-15 tuvo más minutos y partidos. Llegó a su primer gol de la temporada el 5 de octubre de 2014, frente al PSG, ingresó en el minuto 75 por Lucas Ocampos y anotó a los 92 para cerrar el partido 1 a 1.
Finalizó la temporada con 35 partidos disputados en la máxima categoría francesa y 9 goles anotados. Disputó 3 partidos y anotó un gol en la Copa de Francia. Además anotó 2 goles en los 3 encuentros que jugó por la Copa de la Liga de Francia. A nivel internacional con Mónaco, llegaron hasta cuartos de final en la Liga de Campeones, Martial estuvo presente en 7 partidos.

### Manchester United
El último día del mercado de fichajes para la temporada 2015-16 el Manchester United Football Club fichó a Martial por 80 000 000 €, de los cuales 50 millones fueron por su pase, pero lograría 10 millones más si marcara 25 goles con Manchester en las próximas 4 temporadas y otros 10 millones en caso de jugar 25 partidos con la selección de Francia en el mismo tiempo. Además si ganaba el Balón de Oro antes de 2019 sería recompensado con otros 10 millones de euros. Anthony estaba concentrando con la selección nacional por primera vez y tuvo que pedir autorización al técnico Didier Deschamps para viajar hasta Inglaterra. Su pase fue el más caro en la historia de un jugador sub-20.

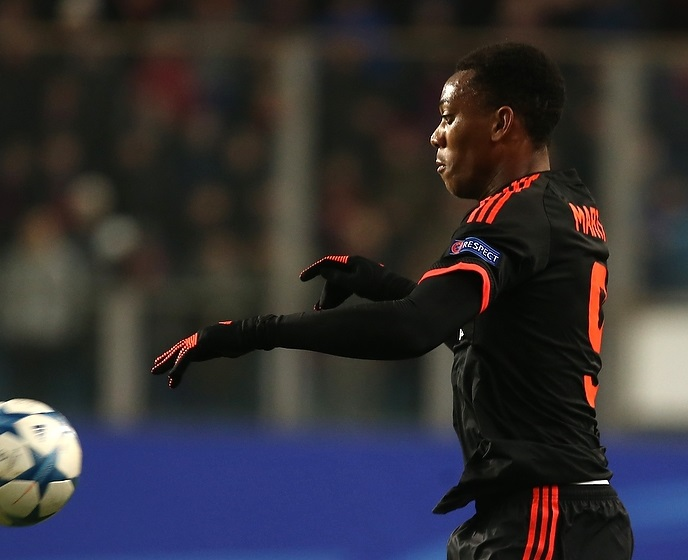
Contra CSKA en Rusia, por la Liga de Campeones de la UEFA

Debutó con el club inglés el 12 de septiembre contra el Liverpool F. C. en Old Trafford, en la fecha 5 de la Premier League. El encuentro se disputó ante más de 75 000 espectadores, Martial comenzó en el banco de suplentes e ingresó en el minuto 65 por Juan Mata, cuando el Manchester United ganaba 1 - 0 con gol de Blind, en el minuto 70 estiraron la ventaja con un penal convertido por Ander Herrera, el Liverpool F. C. acortó distancias en el minuto 84, un gol de chilena de Christian Benteke venció a De Gea, dos minutos después Ashley Young le dio un pase a Martial, quedó mano a mano con Škrtel por la banda izquierda, con un doble enganche en el área lo eludió y dejó atrás a Clyne, Lovren intentó barrerlo pero disparó antes y anotó el tercer gol de los diablos rojos, el clásico inglés lo ganó el United por 3 a 1.
El 15 de septiembre debutó en la Liga de Campeones de la UEFA con el Manchester United, su rival fue el PSV pero perdieron 2 - 1.
En la fecha 6 de la Premier jugó como titular contra el Southampton F. C. el 20 de septiembre, comenzaron perdiendo en el minuto 13, pero Anthony anotó 2 goles para remontar el encuentro y terminar con un triunfo por 3 a 2.
El 21 de octubre jugó como titular contra el CSKA Moscú en la fecha 3 de la fase de grupos de la Liga de Campeones, en el minuto 65 anotó su primer gol internacional con el Manchester United y empataron a uno.
El 6 de noviembre fue nominado al Premio Golden Boy, como uno de los 40 mejores jugadores sub-21 del mundo que juegan en Europa. El 19 de diciembre se reveló que fue el ganador del Golden Boy 2015.
El 17 de enero de 2016 jugó su segundo clásico inglés, contra el Liverpool F. C., esta vez en Anfield ante más de 43 000 espectadores. Estuvo presente los 90 minutos del encuentro y derrotaron 1 a 0 al equipo de Klopp. Fue su partido número 100 oficial como profesional en clubes.

### Sevilla F. C.
El 25 de enero de 2022 se confirmó su pasaje a préstamo al club blanquirrojo hasta el 30 de junio de ese mismo año. Marcó su primer gol, que fue elegido por la UEFA el mejor de la semana en la Liga Europa, el 18 de febrero contra el Dinamo Zagreb.
En la temporada 2023-24 disputó un encuentro por última vez el 9 de diciembre y se perdió el tramo final de la misma por las lesiones. Ese fue el último de sus 317 partidos en la entidad mancuniana, con la que ganó cinco títulos, ya que el 28 de mayo anunció su marcha una vez expirara su contrato el siguiente 30 de junio. Entonces estuvo sin equipo hasta que el 18 de septiembre fichó por el AEK Atenas F. C.

## Selección nacional

### Categorías inferiores

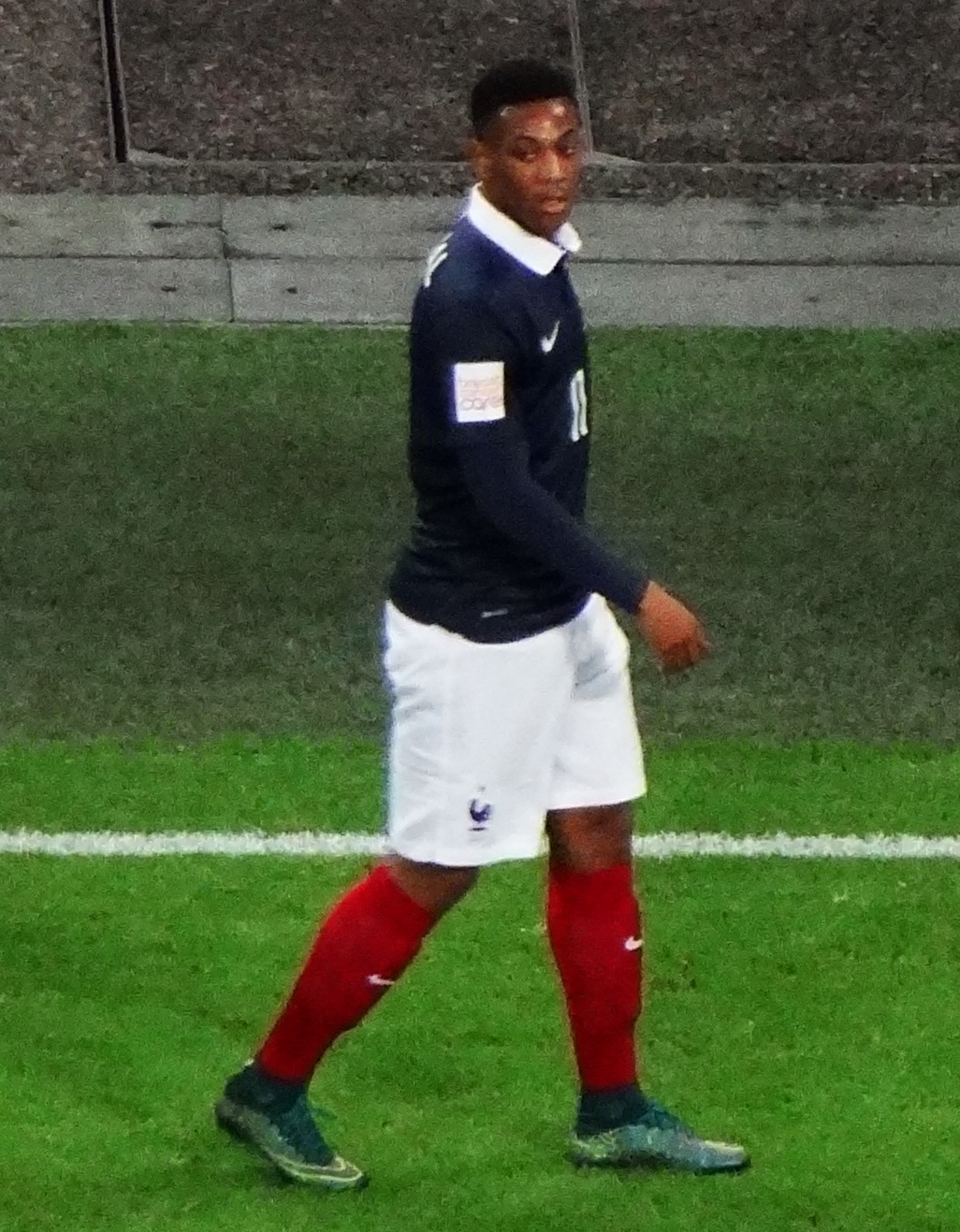
Anthony Martial jugando con Francia ante Inglaterra.

Ha sido internacional con la selección de Francia en las categorías juveniles sub-16, sub-17, sub-18, sub-19 y sub-21.

#### Participaciones en categoría inferiores
| Competición                               | Sede            | Resultado         | Partidos | Goles |
| ----------------------------------------- | --------------- | ----------------- | -------- | ----- |
| Campeonato Europeo Sub-17 de la UEFA 2012 | Eslovenia       | Fase de grupos    | 9        | 8     |
| Campeonato Europeo de la UEFA Sub-19 2013 | Lituania        | Subcampeón        | 5        | 0     |
| Eurocopa Sub-21 de 2015                   | República Checa | Fase de play-offs | 9        | 2     |

### Selección francesa
El 27 de agosto de 2015 fue convocado por primera vez a la selección de Francia, para jugar dos partidos amistosos, contra Portugal y Serbia.
Debutó con la selección el 4 de septiembre de 2015, jugó contra Portugal en Lisboa, ingresó en el minuto 74 por Karim Benzema y ganaron 1 a 0 con un gol de Mathieu Valbuena en el minuto 85.
Aprovechó sus minutos con la selección y el entrenador Didier Deschamps lo convocó para la Eurocopa 2016.
Debutó en la competición continental, con sede en Francia, el 10 de junio de 2016, ingresó en el minuto 77 por Paul Pogba, con el partido empatado a 1 ante Rumania, pero finalmente ganaron los galos 2 a 1 gracias a un remate de su compañero Dimitri Payet.

#### Participaciones en Eurocopas
| Copa          | Sede    | Resultado  | Partidos | Goles |
| ------------- | ------- | ---------- | -------- | ----- |
| Eurocopa 2016 | Francia | Subcampeón | 3        | 0     |

### Detalle de partidos
| Con Francia | Con Francia  | Con Francia       | Con Francia             | Con Francia                 | Con Francia                  | Con Francia | Con Francia      | Con Francia          | Con Francia |
| N.º         | Rival        | Resultado         | Fecha                   | Lugar                       | Competencia                  | Goles       | Asistencias      | Cambio               | Ref.        |
| ----------- | ------------ | ----------------- | ----------------------- | --------------------------- | ---------------------------- | ----------- | ---------------- | -------------------- | ----------- |
| 1           | Portugal     | 0:1 (0:0)         | 4 de septiembre de 2015 | Lisboa Portugal             | Amistoso                     | -           | -                | 74' por K. Benzema   | 1           |
| 2           | Serbia       | 2:1 (2:1)         | 7 de septiembre de 2015 | Burdeos Francia             | Amistoso                     | -           | -                | 76' por M. Valbuena  | 2           |
| 3           | Armenia      | 4:0 (1:0)         | 8 de octubre de 2015    | Niza Francia                | Amistoso                     | -           | 79' a K. Benzema | 63' por M. Valbuena  | 3           |
| 4           | Dinamarca    | 1:2 (0:2)         | 11 de octubre de 2015   | Copenhague Dinamarca        | Amistoso                     | -           | 4' a O. Giroud   | 88' por Y. Cabaye    | 4           |
| 5           | Alemania     | 2:0 (1:0)         | 13 de noviembre de 2015 | París Francia               | Amistoso                     | -           | 46' a O. Giroud  | 69' por K. Coman     | 5           |
| 6           | Inglaterra   | 0:2 (0:1)         | 17 de noviembre de 2015 | Londres Inglaterra          | Amistoso                     | -           | -                | 67' por A. Griezmann | 6           |
| 7           | Países Bajos | 2:3 (0:2)         | 25 de marzo de 2016     | Ámsterdam · Países Bajos    | Amistoso                     | -           | 88' a B. Matuidi | 46' por A. Griezmann | 7           |
| 8           | Rusia        | 4:2 (2:0)         | 29 de marzo de 2016     | París Francia               | Amistoso                     | -           | -                | 46' por K. Coman     | 8           |
| 9           | Escocia      | 3:0 (3:0)         | 4 de junio de 2016      | Longeville-lès-Metz Francia | Amistoso                     | -           | -                | 46' por D. Payet     | 9           |
| 10          | Rumania      | 2:1 (0:0)         | 10 de junio de 2016     | París Francia               | Fase de grupos Eurocopa 2016 | -           | -                | 77' por P. Pogba     | 10          |
| 11          | Albania      | 2:0 (0:0)         | 15 de junio de 2016     | Marsella Francia            | Fase de grupos Eurocopa 2016 | -           | -                | 46' por P. Pogba     | 11          |
| 12          | Portugal     | 1:0 (0:0) (t. s.) | 10 de julio de 2016     | París Francia               | Final Eurocopa 2016          | -           | -                | 110' por M. Sissoko  | 12          |

## Estadísticas

### Clubes
Actualizado al 11 de mayo de 2025.
| Club | Div.          | Temporada     | Liga  | Liga  | Liga   | Copas nacionales(1) | Copas nacionales(1) | Copas nacionales(1) | Torneos internacionales(2) | Torneos internacionales(2) | Torneos internacionales(2) | Total | Total | Total  |
| Club | Div.          | Temporada     | Part. | Goles | Asist. | Part.               | Goles               | Asist.              | Part.                      | Goles                      | Asist.                     | Part. | Goles | Asist. |
| --- | ------------- | ------------- | ----- | ----- | ------ | ------------------- | ------------------- | ------------------- | -------------------------- | -------------------------- | -------------------------- | ----- | ----- | ------ |
| Olympique de Lyon Francia | 1.ª           | 2012-13       | 3     | 0     | 0      | 0                   | 0                   | 0                   | 1                          | 0                          | 0                          | 4     | 0     | 0      |
| Olympique de Lyon Francia | Total club    | Total club    | 3     | 0     | 0      | 0                   | 0                   | 0                   | 1                          | 0                          | 0                          | 4     | 0     | 0      |
| A. S. Mónaco F. C. Francia | 1.ª           | 2013-14       | 11    | 2     | 1      | 4                   | 0                   | 0                   | —                          | —                          | —                          | 15    | 2     | 1      |
| A. S. Mónaco F. C. Francia | 1.ª           | 2014-15       | 35    | 9     | 4      | 6                   | 3                   | 0                   | 7                          | 1                          | 1                          | 48    | 12    | 5      |
| A. S. Mónaco F. C. Francia | 1.ª           | 2015-16       | 3     | 0     | 1      | 0                   | 0                   | 0                   | 4                          | 1                          | 1                          | 7     | 1     | 2      |
| A. S. Mónaco F. C. Francia | Total club    | Total club    | 49    | 11    | 6      | 10                  | 3                   | 0                   | 11                         | 1                          | 2                          | 70    | 15    | 8      |
| Manchester United F. C. Inglaterra | 1.ª           | 2015-16       | 31    | 11    | 4      | 9                   | 3                   | 5                   | 9                          | 3                          | 0                          | 49    | 17    | 9      |
| Manchester United F. C. Inglaterra | 1.ª           | 2016-17       | 25    | 4     | 6      | 7                   | 3                   | 2                   | 10                         | 1                          | 0                          | 42    | 8     | 8      |
| Manchester United F. C. Inglaterra | 1.ª           | 2017-18       | 30    | 9     | 5      | 7                   | 1                   | 2                   | 8                          | 1                          | 2                          | 45    | 11    | 9      |
| Manchester United F. C. Inglaterra | 1.ª           | 2018-19       | 27    | 10    | 2      | 3                   | 1                   | 0                   | 8                          | 1                          | 0                          | 38    | 12    | 2      |
| Manchester United F. C. Inglaterra | 1.ª           | 2019-20       | 32    | 17    | 6      | 9                   | 2                   | 3                   | 7                          | 4                          | 0                          | 48    | 23    | 9      |
| Manchester United F. C. Inglaterra | 1.ª           | 2020-21       | 22    | 4     | 3      | 6                   | 1                   | 1                   | 8                          | 2                          | 1                          | 36    | 7     | 5      |
| Manchester United F. C. Inglaterra | 1.ª           | 2021-22       | 8     | 1     | 0      | 1                   | 0                   | 0                   | 2                          | 0                          | 0                          | 11    | 1     | 0      |
| Sevilla F. C. · España | 1.ª           | 2021-22       | 9     | 0     | 1      | ―                   | ―                   | ―                   | 3                          | 1                          | 0                          | 12    | 1     | 1      |
| Sevilla F. C. · España | Total club    | Total club    | 9     | 0     | 1      | 0                   | 0                   | 0                   | 3                          | 1                          | 0                          | 12    | 1     | 1      |
| Manchester United F. C. Inglaterra | 1.ª           | 2022-23       | 21    | 6     | 2      | 5                   | 2                   | 0                   | 3                          | 1                          | 1                          | 29    | 9     | 3      |
| Manchester United F. C. Inglaterra | 1.ª           | 2023-24       | 13    | 1     | 0      | 2                   | 1                   | 0                   | 4                          | 0                          | 1                          | 19    | 2     | 1      |
| Manchester United F. C. Inglaterra | Total club    | Total club    | 209   | 63    | 28     | 49                  | 14                  | 13                  | 59                         | 13                         | 5                          | 317   | 90    | 46     |
| AEK Atenas F. C. · Grecia | 1.ª           | 2024-25       | 19    | 7     | 1      | 4                   | 2                   | 1                   | ―                          | ―                          | ―                          | 23    | 9     | 2      |
| AEK Atenas F. C. · Grecia | Total club    | Total club    | 19    | 7     | 1      | 4                   | 2                   | 1                   | 0                          | 0                          | 0                          | 23    | 9     | 2      |
| Total carrera | Total carrera | Total carrera | 289   | 81    | 36     | 63                  | 19                  | 14                  | 74                         | 15                         | 7                          | 426   | 115   | 57     |
| (1)Incluidos los datos de la Copa de Francia (2013-14, 2014-15), la Copa de la Liga de Francia (2013-14, 2014-15), la Copa de la Liga de Inglaterra (2015-16), FA Cup (2015-16) y la Community Shield (2016) (2)Incluidos los datos de la Liga Europa de la UEFA (2012-13, 2016-17) y la Liga de Campeones de la UEFA (2014-15, 2015-16) |               |               |       |       |        |                     |                     |                     |                            |                            |                            |       |       |        |

### Selecciones
Actualizado al 6 de septiembre de 2016.
Último partido citado: Bielorrusia 0 - 0 Francia
| Sub-16 Francia | 2010-11       | -  | -  | - | - | 17 | 9  | 17 | 9  |
| Sub-16 Francia | Total sel.    | -  | -  | - | - | 17 | 9  | 17 | 9  |
| Sub-17 Francia | 2011-12       | 9  | 8  | - | - | 4  | 1  | 13 | 9  |
| Sub-17 Francia | Total sel.    | 9  | 8  | - | - | 4  | 1  | 13 | 9  |
| Sub-18 Francia | 2012-13       | -  | -  | - | - | 4  | 3  | 4  | 3  |
| Sub-18 Francia | Total sel.    | -  | -  | - | - | 4  | 3  | 4  | 3  |
| Sub-19 Francia | 2012-13       | 5  | 0  | - | - | 0  | 0  | 5  | 0  |
| Sub-19 Francia | Total sel.    | 5  | 0  | - | - | 0  | 0  | 5  | 0  |
| Sub-21 Francia | 2013-14       | 6  | 2  | - | - | 2  | 0  | 8  | 2  |
| Sub-21 Francia | 2014-15       | 3  | 0  | - | - | 1  | 2  | 4  | 2  |
| Sub-21 Francia | Total sel.    | 9  | 2  | - | - | 3  | 2  | 12 | 4  |
| Absoluta Francia | 2015-16       | 3  | 0  | - | - | 9  | 0  | 11 | 0  |
| Absoluta Francia | 2016-17       | 1  | 0  | - | - | 1  | 1  | 2  | 1  |
| Absoluta Francia | Total sel.    | 4  | 0  | - | - | 10 | 1  | 14 | 1  |
| Total carrera | Total carrera | 27 | 10 | - | - | 38 | 16 | 65 | 26 |
| (1)Incluidos los datos del Campeonato de Europa Sub-17 de la UEFA (2012), Campeonato de Europa Sub-19 de la UEFA (2013), Eurocopa Sub-21 (2015), Eurocopa (2016) y Eliminatorias para la Copa Mundial (2016-2018) |               |    |    |   |   |    |    |    |    |

## Palmarés

### Títulos nacionales
| Título           | Club                    | País       | Año     |
| ---------------- | ----------------------- | ---------- | ------- |
| FA Cup           | Manchester United F. C. | Inglaterra | 2015-16 |
| Community Shield | Manchester United F. C. | Inglaterra | 2016    |
| Copa de la Liga  | Manchester United F. C. | Inglaterra | 2016-17 |
| Copa de la Liga  | Manchester United F. C. | Inglaterra | 2022-23 |
| FA Cup           | Manchester United F. C. | Inglaterra | 2023-24 |

### Títulos internacionales
| Título                      | Club (*)                | Sede   | Año     |
| --------------------------- | ----------------------- | ------ | ------- |
| Liga Europa de la UEFA      | Manchester United F. C. | Solna  | 2016-17 |
| Liga de Naciones de la UEFA | Selección de Francia    | Italia | 2020-21 |

(*) Incluyendo la selección.

### Distinciones individuales
| Distinción                                                                        | Año  |
| --------------------------------------------------------------------------------- | ---- |
| Equipo ideal del Campeonato de Europa Sub-19 de la UEFA                           | 2013 |
| Premio PFA jugador del mes para los hinchas: septiembre                           | 2015 |
| Jugador del mes de la Premier League: septiembre                                  | 2015 |
| Parte de los 100 mejores futbolistas del año para FourFourTwo                     | 2015 |
| Premio Golden Boy                                                                 | 2015 |
| Parte de los 100 mejores futbolistas del año para The Guardian                    | 2015 |
| Parte de los 10 mejores futbolistas franceses del año para France Football        | 2015 |
| Parte de los 100 mejores futbolistas del año para L'Équipe                        | 2015 |
| Parte de los 59 mejores futbolistas sub-21 del mundo (#7) según medio FourFourTwo | 2016 |